# Maihara
Maihara (米原町, Maihara-chō) est un bourg situé dans le district de Sakata de la préfecture de Shiga au Japon.

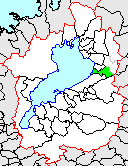
Situation de Maihara

En 2003, la population est estimée à 12 212 habitants pour une densité de 285,46 personnes par km². La superficie totale est de 42,78 km2.
Le 14 février 2005, Maihara fusionne avec les bourgs d'Ibuki et Santō (tous deux du district de Sakata), pour créer la ville de Maibara.
Le bourg s'est développé comme carrefour local. Au cours de l'époque d'Edo s'y trouvent le Samegai-juku et le Banba-juku. Durant l'ère Meiji, une grande gare y est créée mais elle est nommée Maibara, et non Mai 'h' ara. Aussi beaucoup de Japonais confondent-ils le nom de la ville et le nom de la gare. Finalement Mai 'b' ara est adopté comme nom officiel de la ville nouvelle.

## Source de la traduction
- (en) Cet article est partiellement ou en totalité issu de l’article de Wikipédia en anglais intitulé « Maihara, Shiga » (voir la liste des auteurs).